# محوطه آت لاربولاغی
محوطه آت لاربولاغی مربوط به دوران پیش از تاریخ ایران باستان است و در شهرستان هشترود، بخش مرکزی، روستای مهمان جای دارد و این اثر در تاریخ ۱۱ مرداد ۱۳۸۴ با شمارهٔ ثبت ۱۲۶۲۵ به‌عنوان یکی از آثار ملی ایران به ثبت رسیده است.